# Балденштейн, Томас Конрад фон

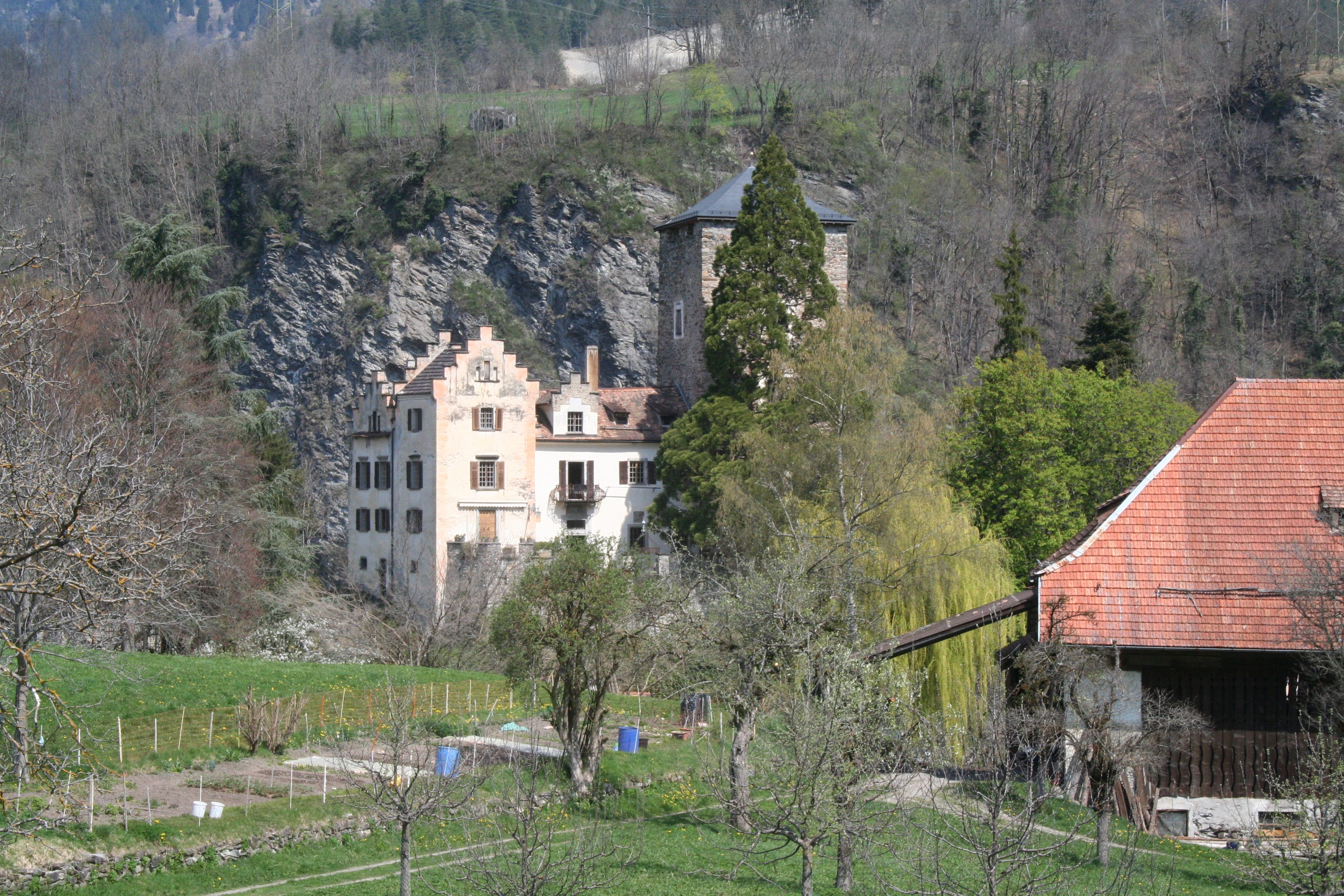
Место рождения — замок Балденштейн.

Томас Конрад фон Балденштейн (14 сентября 1784 — 28 января 1878) — швейцарский естествоиспытатель.

## Биография
Родился в замке Балденштейн. Конрад фон Балденштейн — орнитолог, энтомолог и пчеловод. Он опубликовал ряд научных работ по птицам Альп и был первым, кто в 1827 году описал подвид Parus cinereus montanus, который позднее стал рассматриваться как типовая форма для буроголовой гаички Parus montanus.

## Труды
- Verschiedene Beiträge in Johann Rudolph Steinmüller: Neue Alpina – eine Schrift der Schweizerischen Naturgeschichte, Alpen- und Landwirthschaft gewiedmet, Steinerische Buchhandlung, Winterthur, 1827, (Google books)
- Beyträge zur Naturgeschichte des Bartgeyers (Gypaetos barbatus), Denkschriften der Allgemeinen Schweizerischen Gesellschaft für die Gesammten Naturwissenschaften, Band 1, 1829, doi:10.5169/seals-357961
- Wie leben unsere Wildhühner?, Verhandlungen der Schweizerischen Naturforschenden Gesellschaft, Band 49, 1865
- Vogelbauer. Nebst Anmerkungen über die Naturgeschichte der in demselben Enthaltenen Vögel, welche alle nach der Natur gezeichnet und beschrieben nach eigenen Beobachtungen 1811–1868, Chur, Calven, 1981